# Xoanodera angustula
Xoanodera angustula là một loài bọ cánh cứng trong họ Cerambycidae.